# Castle Beacon
Castle Beacon is een berg van het type inselberg gesitueerd in het uiterste oosten van Zimbabwe in de provincie Manicaland. De berg ligt meer dan 25 kilometer ten zuidoosten van Mutare. De bergtop heeft een hoogte van 1.911 meter boven zeeniveau en is onderdeel van het gebergte Bvumba. De berg ligt in het Bunga Forest Botanical Reserve.
De berg bestaat voornamelijk uit graniet met koepelvorm.